# Erweiterung Wismarbucht
Erweiterung Wismarbucht este o arie protejată (arie specială de conservare — SAC, sit de importanță comunitară — SCI) din Germania întinsă pe o suprafață de 3.517 ha, integral marine.

## Localizare
Centrul sitului Erweiterung Wismarbucht este situat la coordonatele 54°04′15″N 11°21′56″E / 54.0708°N 11.3656°E.

## Înființare
Situl Erweiterung Wismarbucht a fost declarat sit de importanță comunitară în martie 2008 pentru a proteja 3 specii de animale. Situl a fost protejat și ca arie specială de conservare în august 2016.

## Biodiversitate
Situată în ecoregiunea continentală, aria protejată conține 1 habitat natural: Recifuri.
La baza desemnării sitului se află mai multe specii protejate de  mamifere (3): Halichoerus grypus, focă obișnuită (Phoca vitulina), marsuin (Phocoena phocoena)